# Valcău de Jos (gmina)
Valcău de Jos – gmina w Rumunii, w okręgu Sălaj. Obejmuje miejscowości Lazuri, Preoteasa, Ratovei, Sub Cetate, Valcău de Jos i Valcău de Sus. W 2011 roku liczyła 2851 mieszkańców.